# Frank Coppa
Frank Coppa Sr., detto Big Frankie (Brooklyn, 11 settembre 1941 – Sarasota, 17 ottobre 2023), è stato un mafioso statunitense affiliato alla famiglia Bonanno.
Amico stretto di Joseph Massino e Frank Lino, Coppa si arricchì notevolmente attraverso sofisticate truffe finanziarie legate al mercato azionario.  Nel 2002, è passato alla storia come il primo uomo d’onore della famiglia Bonanno a collaborare con le autorità, diventando un informatore governativo.

## Biografia
Coppa nacque a Brooklyn, New York. Dopo il diploma di scuola superiore, frequentò il college per alcuni mesi prima di abbandonare gli studi.
Visse tra il New Jersey e Staten Island, ma le sue attività criminali si concentravano nell’area orientale di Bensonhurst e Williamsburg, all’angolo tra Broadway e Kent Avenue, a Brooklyn. In quella zona sorgeva il complesso residenziale popolare Marlboro Houses, dove Coppa iniziò a trafficare droga.
Nel corso degli anni accumulò numerosi beni e interessi economici: concessioni per parcheggi, contratti per distributori automatici di bevande e telefoni pubblici a gettoni, oltre a una catena di ristoranti specializzati in pollo allo spiedo. Attraverso la moglie e i figli possedeva anche un’azienda di trasporti scolastici chiamata Three Brothers, con la quale ottenne un appalto municipale per il trasporto di studenti con disabilità.

## Carriera criminale
All’età di 19 anni, Frank Coppa fu arrestato per tentato furto con scasso ai danni di un negozio d’abbigliamento, ma non scontò alcuna pena detentiva.
La sua carriera criminale iniziò con la vendita di orologi e pellicce rubate durante alcuni assalti a camion in transito, guadagnando fino a 20.000 dollari. Nella zona di Bensonhurst iniziò a collaborare con elementi delle famiglie Colombo e Genovese, prima di legarsi definitivamente alla famiglia Bonanno. Partendo dal ruolo di soldato, seppe reinventarsi come imprenditore. Divenne una figura di spicco della famiglia Bonanno nel mondo di Wall Street, tanto da essere considerato uno dei pionieri delle truffe azionarie “pump-and-dump”.
Nei primi anni ’70, Coppa entrò nel mondo delle frodi finanziarie. Con alcuni complici acquistò azioni della Tucker Drilling, un’azienda petrolifera di scarso valore, e corrompendo broker di borsa le fece rivendere a prezzi gonfiati. I broker che si rifiutavano di collaborare venivano minacciati o picchiati. Una volta fatto salire il valore dei titoli, Coppa e soci vendettero le azioni, lasciando gli altri investitori con titoli senza valore.
Nel 1977, il boss Carmine Galante lo affiliò ufficialmente alla famiglia Bonanno, riconoscendo il suo talento nel generare profitti.
Nel 1978 sopravvisse a un attentato. Mentre stava salendo sulla sua Mercedes-Benz nel parcheggio del ristorante Bagel Nosh, all’angolo tra Richmond Avenue e Victory Boulevard a Staten Island, una bomba esplose. Coppa riportò ustioni di terzo grado e ferite da schegge a viso, torace e gambe.
Nel 1979 fu condannato per la truffa Tucker Drilling, ma riuscì a evitare il carcere.
Dopo la fine dell’operazione dell’agente sotto copertura Donnie Brasco, nell’agosto 1981, uno dei responsabili della sua introduzione nella famiglia, Dominick Napolitano, venne ucciso. Frank Lino e Stefano Canone lo accompagnarono a casa dell’associato Ronald Filocomo, dove Napolitano fu accolto da Coppa, spinto giù per le scale da Lino e infine ucciso. Il corpo fu ritrovato l’anno successivo.
Negli anni ’80, Coppa fu incriminato per evasione fiscale, per non aver dichiarato i redditi provenienti dalla sua società di trasporti. Nel 1992 fu condannato e scontò diversi anni di carcere, uscendo nel 1994.
Alla fine degli anni ’90, Coppa e Joseph Massino divennero molto legati. Massino apprezzava particolarmente i lucrosi affari azionari di Coppa. In quel periodo, i due si recarono in Francia con le rispettive mogli per festeggiare il compleanno di Massino: Coppa pagò l’intera vacanza, soggiorni in hotel di lusso e cene in ristoranti esclusivi compresi.
Il 3 marzo 2000, Coppa fu incriminato per nuove truffe finanziarie. Tra il 1993 e il 1996, insieme ad altri affiliati Bonanno, collaborò con broker di due società fallite - White Rock Partners e State Street Capital Markets - per manipolare il valore di titoli azionari a basso costo.
Nel 2002 fu condannato e ricevette una pena di sette anni in un carcere federale.

## Collaboratore di giustizia
Nell’ottobre del 2002, dopo aver già scontato alcuni mesi per l’ultima condanna legata a una frode azionaria, Frank Coppa fu nuovamente incriminato per racket, questa volta con l’accusa di estorsione ai danni di Barry Weinberg, un socio d’affari legato ai Bonanno. Per evitare guai giudiziari, Weinberg collaborò con le forze dell’ordine, registrando di nascosto conversazioni in cui Coppa lo minacciava per ottenere pagamenti estorsivi.
Di fronte a capi d’imputazione che, in caso di condanna, avrebbero quasi certamente comportato una condanna a vita, Coppa decise di collaborare con la giustizia, dichiarando:
Non volevo più passare un solo giorno in carcere.
Fu il primo uomo d’onore della famiglia Bonanno a rompere il giuramento di sangue; fino a quel momento, i Bonanno erano l’unica delle Cinque Famiglie a non aver mai avuto collaboratori di giustizia sin dalla Guerra Castellammarese. La sua decisione provocò un effetto domino che portò al pentimento di numerosi altri membri di spicco, incluso lo stesso boss Joseph Massino.
Coppa testimoniò contro Massino. Secondo quanto emerso durante il processo, lo Stato gli permise di trattenere 1,7 milioni di dollari in beni personali e una residenza in Florida.

## Morte
Frank Coppa morì a Sarasota, in Florida, il 17 ottobre 2023, all’età di 82 anni, vivendo sotto falso nome. La notizia della sua morte fu resa pubblica solo nel 2024.